# Oranienburger Straße 37

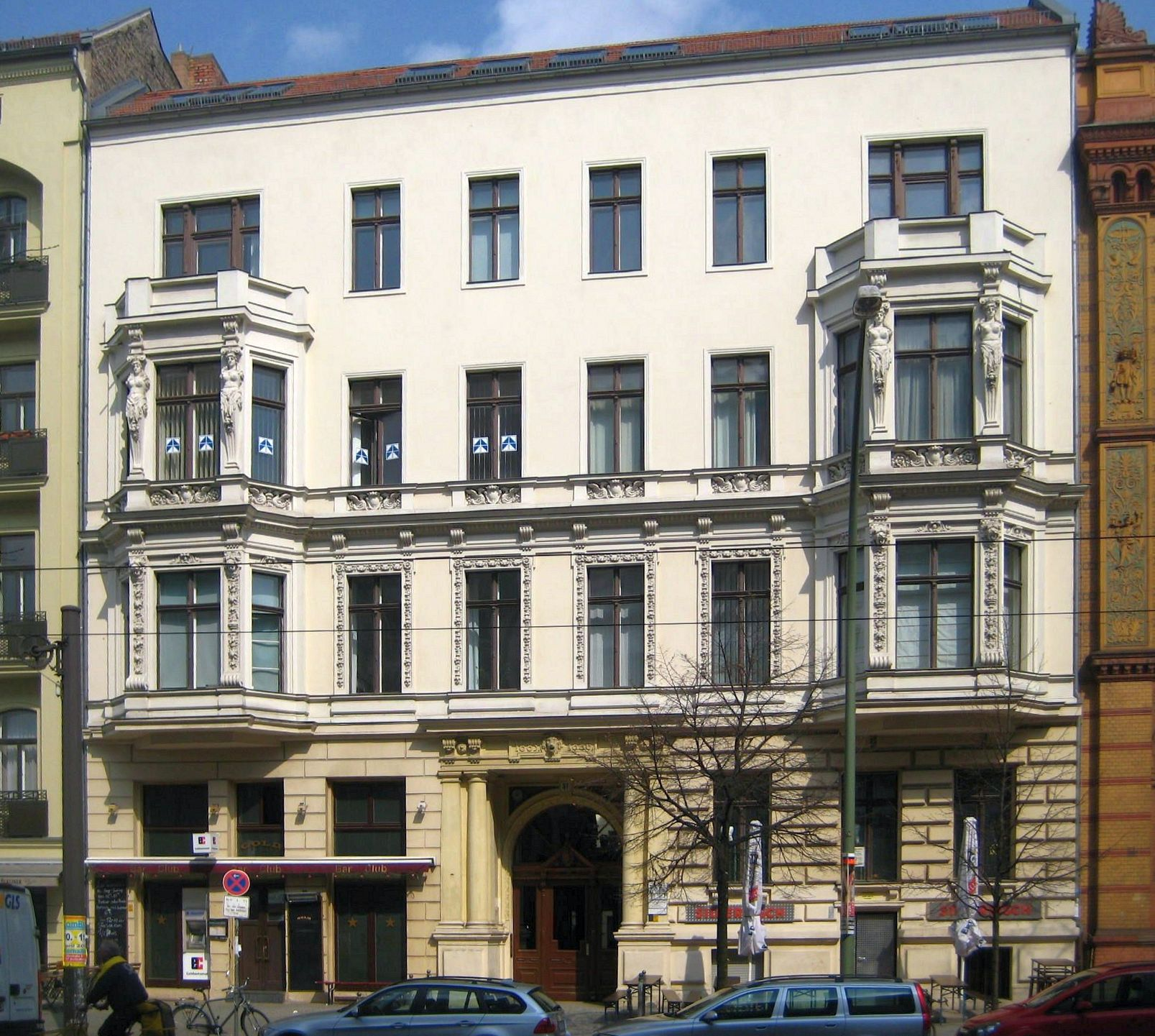
Oranienburger Straße 37

Oranienburger Straße 37 ist ein Wohn- und Geschäftshaus in Berlin-Mitte. Es gehört zum denkmalgeschützten Bauensemble Spandauer Vorstadt.

## Lage und Architektur
Das Gebäude steht an der nordwestlichen Seite der Oranienburger Straße, direkt neben dem ehemaligen Postfuhramt.
Es wurde 1886 nach Plänen von Schulz & Schlichting erbaut und hat drei Etagen über dem Erdgeschoss.

## Geschichte
1799 war das Haus im Besitz von Neuendorff, Heiduck der verwittweten Königin. Zu dieser Zeit befand sich zu beiden Seiten noch jeweils ein Garten. 1832 besaß die Staatsrätin Borsche das Anwesen, weitere Bewohner waren unter anderen der Hofrat Schlüter, der pensionierte Generalsuperintendent Seiffert und Oberst von Wedell.
1833 kaufte der Apotheker und Stadtverordnete Georg Anton Koch das Haus. Seitdem befand sich darin eine Apotheke (als Nachfolgerin der Apotheke am Molkenmarkt, seit 1556) Nach weiteren Besitzern  erwarb Dr. pharm. Adolf Brettschneider im Jahr 1865 das Haus und ließ 1886 ein neues Gebäude bauen. Nach ihm hieß sie seitdem Dr. Brettschneider’s Apotheke. Seine Nachfolger wurden die jüdischen Apotheker Dr. Friedländer (1898) und W. Rosenthal (1921). Nach der Arisierung war seit den 1940er Jahren der Chemiker und Pharmazeut Dr. Josef Priemer neuer Eigentümer. Dieser wurde Anfang 1958 wegen illegalen Besitzes von westlichen Medikamenten im Wert von 19.600 DM verhaftet und danach in die Bundesrepublik abgeschoben.  Seitdem gibt es keine Apotheke mehr in dem Haus.
Nach 1990 wurde das Gebäude saniert. Gegenwärtig (Herbst 2020) werden die Räume im Parterre gewerblich genutzt, darüber befinden sich Arztpraxen und Wohnungen.